# Condado de Monroe (Wisconsin)
O Condado de Monroe é um dos 72 condados do Estado americano do Wisconsin. A sede do condado é Sparta, e sua maior cidade é Sparta. O condado possui uma área de 2 352 km² (dos quais 19 km² estão cobertos por água), uma população de 40 899 habitantes, e uma densidade populacional de 18 hab/km² (segundo o censo nacional de 2000). O condado foi fundado em 1854.